# DDR-Meisterschaften im Feldfaustball 1970
Die DDR-Meisterschaften im Feldfaustball 1970 waren seit 1949 die 21. Austragung der Meisterschaften im Faustball in der DDR. Die Finalkämpfe der vier besten Mannschaften der Oberliga fanden am Wochenende 19.[/20.] September 1970 in Zella-Mehlis statt.

## Frauen
Endstand der Hauptrunde (Tabellenspitze)
| Platz | Mannschaft                | Punkte |
| ----- | ------------------------- | ------ |
| 1.    | ISG Hirschfelde (M)       | 24:4   |
| 2.    | Spielgemeinschaft Görlitz | 21:7   |
| 3.    | Lokomotive Schleife       | 20:8   |
| 4.    | Schiffahrt/Hafen Rostock  | 16:12  |
| …     | Motor Rathenow            |        |
| …     | Lokomotive Schwerin       |        |
| …     | Lokomotive Dresden        |        |
| …     | Chemie Jena (N)           |        |

Absteiger zur Liga waren Lokomotive Dresden und Chemie Jena. Durch den Rückzug von Schiffahrt/Hafen Rostock verblieb die besser platzierte Mannschaft von Lokomotive Dresden in der Oberliga.
Aufsteiger zur Damenoberliga wurden Pentacon Dresden und die TSG Berlin-Oberschöneweide.
Finalturnier
Halbfinalpaarungen…
- ISG Hirschfelde – Schiffahrt/Hafen Rostock …:… (25:16)
- SG Görlitz – Lokomotive Schleife 28:40 (13:19)

Spiel um Platz 3:
- SG Görlitz – Schiffahrt/Hafen Rostock 55:31 (27:18)

Finale:
- Lokomotive Schleife – ISG Hirschfelde 34:20 (19:8)

Abschlusstabelle
| Platz | Mannschaft               |
| ----- | ------------------------ |
| 1.    | Lokomotive Schleife      |
| 2.    | ISG Hirschfelde          |
| 3.    | SG Görlitz               |
| 4.    | Schiffahrt/Hafen Rostock |

## Männer
Abschlussstand der Hauptrunde:
| Platz | Mannschaft             | Punkte |
| ----- | ---------------------- | ------ |
| 1.    | Chemie Zeitz (M)       | 32:4   |
| 2.    | ISG Hirschfelde        | 30:6   |
| 3.    | Lokomotive Dresden (N) | 24:12  |
| 4.    | Motor Greiz            | 19:17  |
| 5.    | Motor Schleusingen (N) | 17:19  |
| 6.    | Fortschritt Zittau     | 16:20  |
| 7.    | Medizin Erfurt         | 14:22  |
| 8.    | Empor Rudolstadt       | 13:23  |
| 9.    | SpG Görlitz            | 12:24  |
| 10.   | Fortschritt Glauchau   | 3:33   |

Absteiger zur Liga waren die SG Görlitz und Fortschritt Glauchau.
Aufsteiger zur Herrenoberliga wurden Fortschritt Eppendorf und Einheit Halle.
Aufstiegsrunde:
Die beiden Erstplatzierten der Aufstiegsrunde erreichten die DDR-Oberliga 1971.
| Platz | Mannschaft                         | Punkte  |
| 1.    | Fortschritt Eppendorf (Staffel II) | 8:2 +28 |
| 2.    | Einheit Halle (Staffel II)         | 8:2 +25 |
| 3.    | Rotation Dresden (Staffel III)     | 6:4     |
| 4.    | Lok Wittstock (Staffel I)          | 4:6 +19 |
| 5.    | Einheit Jüterbog (Staffel I)       | 4:6 −30 |
| 6.    | Chemie Weißwasser (Staffel III)    | 0:8     |

Finalturnier
Halbfinalpaarungen
- Chemie Zeitz – Motor Greiz 44:40 (23:20)
- ISG Hirschfelde – Lokomotive Dresden 41:31 (19:15)

Spiel um Platz 3:
- Lokomotive Dresden – Motor Greiz 56:34 (30:15)

Finale:
Das Finale sahen über 700 Zuschauer.
- ISG Hirschfelde – Chemie Zeitz 43:41 (22:16)

Abschlusstabelle
| Platz | Mannschaft         |
| ----- | ------------------ |
| 1.    | ISG Hirschfelde    |
| 2.    | Chemie Zeitz       |
| 3.    | Lokomotive Dresden |
| 4.    | Motor Greiz        |